# Indigofera setiflora
Indigofera setiflora är en ärtväxtart som beskrevs av John Gilbert Baker. Indigofera setiflora ingår i släktet indigosläktet, och familjen ärtväxter. Inga underarter finns listade i Catalogue of Life.